# Centre hospitalier international de Calavi
 (mars 2025).
- Si vous ne connaissez pas le sujet, laissez ce bandeau (vous pouvez alors contacter les auteurs).
- Si vous supprimez le contenu mis en cause (vous pouvez préalablement contacter les auteurs),

argumentez précisément cette suppression dans la page de discussion
(un manque de référence n'est pas un argument ; une recherche réelle de référence doit avoir été effectuée, être formellement documentée).
Le Centre Hospitalier International de Calavi (CHIC), situé à Abomey-Calavi, est une infrastructure de santé publique ultramoderne qui s’inscrit dans la politique nationale de renforcement du système hospitalier béninois. Conçu pour devenir une référence nationale et internationale, le CHIC répond aux besoins de la zone du Grand Nokoué, qui regroupe 25 % de la population béninoise. Cet établissement vise à offrir des soins de qualité et à réduire les évacuations sanitaires grâce à une prise en charge complète des pathologies complexes.

## Création du CHIC
Pour les soins de santé, beaucoup de Béninois préfèrent se rendre à l'étranger. Car, selon le ministre béninois de la santé, Benjamin Hounkpatin, «les infrastructures médicotechniques existantes ne répondaient pas aux normes nécessaires pour une prise en charge optimale des patients. La construction du CHIC est donc née de cette volonté de doter le Bénin d’un hôpital de référence capable de traiter les pathologies les plus complexes».
Le 6 février 2020, le contrat de la construction du centre est signé avec la société Bouygues Bâtiment International,  pour un financement de 175 millions d’euros, soit environ 115 milliards de francs FCFA. Les travaux de construction sont officiellement lancés le 28 septembre 2020 par le ministre de la santé et son homologue du cadre de vie du cadre de vie et du développement durable, José Tonato.

## Infrastructures sanitaires
Le Centre Hospitalier International de Calavi (CHIC) offre une capacité d’accueil de 434 lits et places répartis sur deux niveaux, dans des infrastructures modernes et innovantes de plus de 40 000 m². Il est organisé autour de huit pôles spécialisés couvrant 18 spécialités médicales, notamment les spécialités de  : urgences et réanimation, cardiologie et métabolisme, oncologie, digestif médico-chirurgical, locomoteur et neurochirurgie, cardiovasculaire, thoracique, néphrologie et urologie. 
Le CHIC se distingue également par un plateau médico-technique de pointe incluant :
- Trois hôpitaux de jour (médecine, chimiothérapie, chirurgie),
- Un service d’accueil des urgences,
- Un laboratoire centralisé et d’anatomopathologie,
- Un plateau d’imagerie (radiographie, IRM, scanner, mammographie, etc.),
- Un plateau de radiothérapie, curiethérapie, médecine nucléaire et un     cyclotron,
- Neuf  salles opératoires.

## Administration
Le Centre hospitalier international de Calavi comprend un personnel administratif, technique et soignant  dont la direction  est comprend un poste de directeur général et de son adjoint. Le 3 juillet 2024, Karine Istin est nommée  directrice générale de cet hôpital et Florence Djetta comme directrice générale adjointe,.

## Plateau médico-technique
Le CHIC est structuré autour de huit pôles médicaux majeurs :
- Pôle urgences et réanimation (42 lits) : Comprend 18 lits dans l’Unité d’Hospitalisation de Courte Durée (UHCD) pour des soins intensifs immédiats et 24 lits en réanimation médicale et chirurgicale. Ce pôle est     au cœur de la gestion des cas critiques.
- Pôle cardio-métabolisme (62 lits) :  pour les affections cardiovasculaires et métaboliques.
- Pôle oncologie (50 lits) : consacré à la prise en charge des patients atteints de cancer.
- Pôle digestif médico-chirurgical (50 lits) : pour les pathologies gastro-intestinales, avec une capacité d’accueil de 50.
- Pôle locomoteur et neurochirurgical (50 lits) : pour les pathologies musculo-squelettiques et  neurochirurgicales.
- Pôle néphro-urologique (50 lits) : pour les hospitalisations liées aux maladies rénales et urinaires, incluant la dialyse et les interventions     chirurgicales.
- Pôle cardiovasculaire et thoracique (25 lits) : pour les soins ou d’interventions chirurgicales dans ces domaines.
- Pôle tête et cou (25 lits) : pour des spécialités comme l’ORL, l’ophtalmologie, la chirurgie maxillo-faciale  et l’odontologie.

Il comporte aussi des unités spécifiques pour une prise en charge ciblée. En complément des hospitalisations traditionnelles, le CHIC dispose d'une unité ambulatoire de 80 places pour offrir des soins sans hospitalisation prolongée.
- Dialyse (28 places) : dédiée aux patients atteints d’insuffisance rénale chronique.
- Unité de chimiothérapie (20 places) : spécialisée dans les traitements oncologiques.
- Hôpital de jour (HDJ, 32 places) : pour les interventions courtes ou les examens spécialisés.